# كاترينا إلام
كاترينا إلام (بالإنجليزية: Katrina Elam)‏ هي مغنية وكاتبة غنائية أمريكية، ولدت في 12 ديسمبر 1983.

## وصلات خارجية
- كاترينا إلام على موقع ميوزك برينز (الإنجليزية)
- كاترينا إلام على موقع أول ميوزيك (الإنجليزية)
- كاترينا إلام على موقع ديسكوغز (الإنجليزية)